# Duitse Rijksdagverkiezingen mei 1924
De Rijksdagverkiezingen van mei 1924 vonden op 4 mei 1924 plaats.
Ondanks de hereniging van de Sociaaldemocratische Partij van Duitsland (Sozialdemokratische Partei Deutschlands) en het grootste deel van de Onafhankelijke Sociaaldemocratische Partij van Duitsland (Unabhängige Sozialdemokratische Partei Deutschlands) verloren de sociaaldemocraten voor de tweede keer op rij. Desondanks bleef de SPD de grootste partij. Winst was er opnieuw voor de rechtse Duitse Nationale Volkspartij (Deutschnationale Volkspartei), die 29 zetels won ten opzichte van 1920. De Communistische Partij van Duitsland (Kommunistische Partei Deutschlands), die bij de vorige rijksdagverkiezingen slechts twee zetels behaalden, wonnen 60 zetels en kwamen op 62 zetels in de nieuwe Rijksdag.
Verlies was er opnieuw voor de gematigde partijen, de rooms-katholieke Duitse Centrumpartij (Zentrumspartei), de conservatief-liberale Duitse Volkspartij (Deutsche Volkspartei) en de links-liberale Duitse Democratische Partij (Deutsche Demokratische Partei).
Nieuwkomers in de Rijksdag was de extreemrechtse partijen, waaronder de Nationaalsocialistische Vrijheidspartij (Nationalsozialistische Freiheitspartei), een lijstverbinding van de verboden Nationaalsocialistische Duitse Arbeiderspartij (Nationalsozialistische Deutsche Arbeiterpartei) van Adolf Hitler en de Nationaalsocialistische Vrijheidsbeweging (Nationalsozialistische Freiheitsbewegung).

## Uitslag
| Partij | %     | zetels    |
| --- | ----- | --------- |
| Sociaaldemocratische Partij van Duitsland (Sozialdemokratische Partei Deutschlands) | 20,5% | 100 (-13) |
| Duitse Nationale Volkspartij (Deutschnationale Volkspartei) | 19,5% | 95 (+29)  |
| Duitse Centrumpartij (Deutsche Zentrumspartei) | 13,4% | 65 (-2)   |
| Communistische Partij van Duitsland (Kommunistische Partei Deutschlands) | 12,6% | 62 (+60)  |
| Duitse Volkspartij (Deutsche Volkspartei) | 9,2%  | 45 (-17)  |
| Nationaalsocialistische Vrijheidspartij (Nationalsozialistische Freiheitspartei) Nationaalsocialistische Vrijheidsbeweging (Nationalsozialistische Freiheitsbewegung) Nationaalsocialistische Duitse Arbeiderspartij] (Nationalsozialistische Deutsche Arbeiterpartei) | 6,6%  | 32 (+32)  |
| Duitse Democratische Partij (Deutsche Demokratische Partei) | 5,7%  | 28 (-17)  |
| Beierse Volkspartij (Bayerischer Volkspartei) | 3,2%  | 16 (-4)   |
| Landlijst (Landliste) | 2,0%  | 10 (+10)  |
| Economische Partij van de Duitse Middenstand (Wirtschaftspartei des Deutschen Mittelstandes) | 1,7%  | 7 (+7)    |
| Duitse Sociale Partij (Deutschsoziale Partei) | 1,1%  | 4 (+4)    |
| Duits-Hannoveraanse Partij (Deutsch-Hannoversche Partei) | 1,1%  | 5 (-)     |
| Beierse Boerenbond (Bayerischer Bauernbund) | 0,7%  | 3 (-1)    |
| Overigen (w.o. de Republikeinse Partij van Duitsland) | 2,7%  | 0 (-)     |
| Bron: dhm.de |       |           |
| Totaal | 100%  | 472       |